# Bruck in der Oberpfalz
Bruck in der Oberpfalz település Németországban, azon belül Bajorországban. Lakosainak száma 4496 fő (2023. december 31.).

## Népesség
A település népessége az elmúlt években az alábbi módon változott:
| Lakosok száma | 1336 | 2842 | 3766 | 4037 | 4286 | 4386 | 4427 | 4467 | 4469 | 4496 |
|               | 1875 | 1950 | 1975 | 1987 | 2012 | 2014 | 2016 | 2017 | 2021 | 2023 |